# لاري هيرد
لاري هيرد (بالإنجليزية: Larry Heard)‏ هو موسيقي ودي جيه ومنتج أسطوانات وملحن أمريكي، ولد في 31 مايو 1960 في شيكاغو في الولايات المتحدة.

## وصلات خارجية
- الموقع الرسمي
- لاري هيرد على موقع ميوزك برينز (الإنجليزية)
- لاري هيرد على موقع أول ميوزيك (الإنجليزية)
- لاري هيرد على موقع ديسكوغز (الإنجليزية)